# سوسن کوهی
سوسن کوهی(نام علمی: Lilium auratum) نام یک گونه از سرده گل سوسن است.